# Eucosmophora manilkarae
Eucosmophora manilkarae là một loài bướm đêm thuộc họ Gracillariidae. Nó được tìm thấy ở Florida và Texas.
Chiều dài cánh trước là 3.3-3.5 mm đối với con đựcs và 3–4 mm đối với con cáis.
Ấu trùng ăn Bumelia celastrina và Manilkara bahamensis. Chúng ăn lá nơi chúng làm tổ. 